# Estilo isabelino

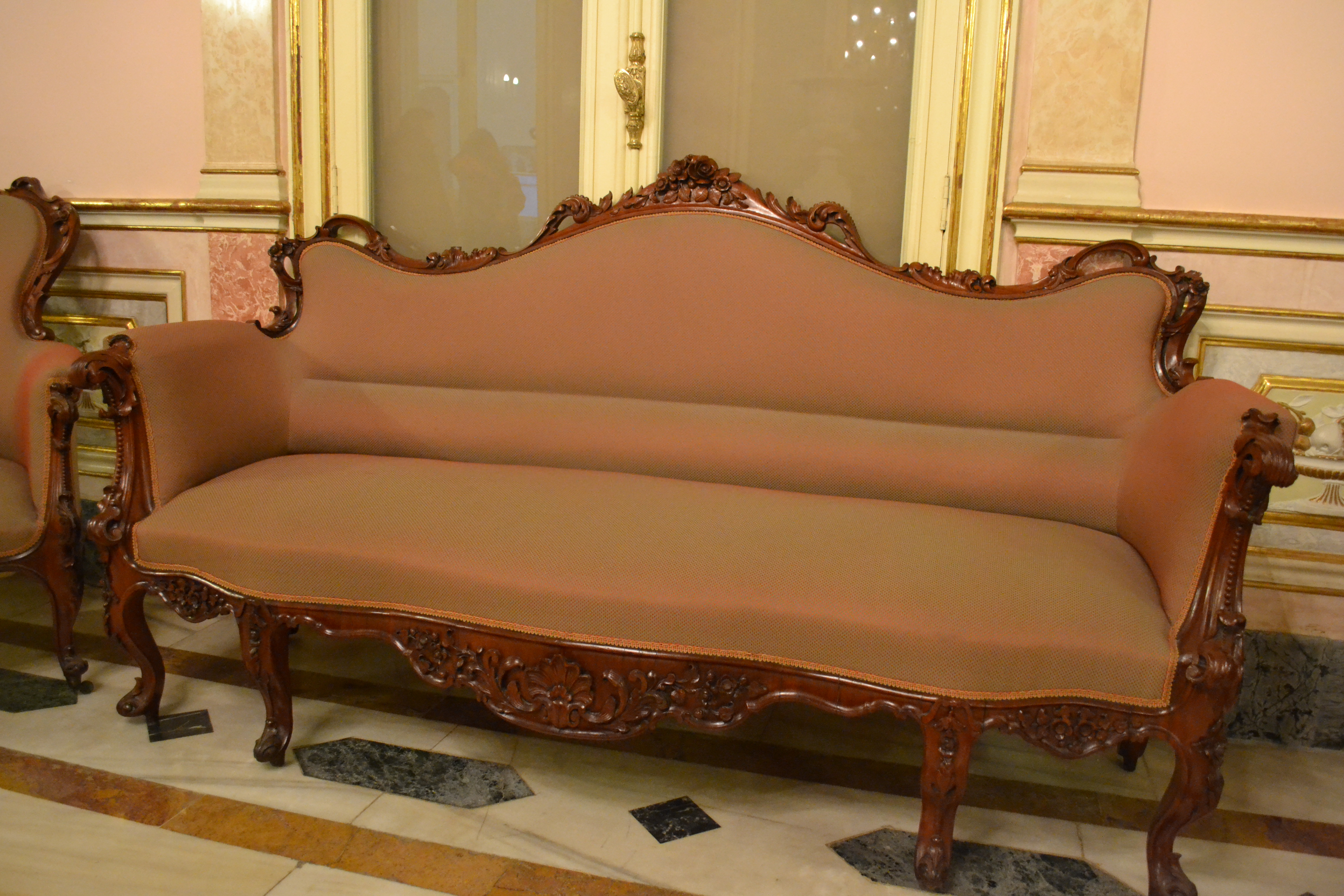
Sofá isabelino de pino y caoba, comedor del palacio del Marqués de Dos Aguas, Valencia

Se denomina estilo isabelino al desarrollado en las artes decorativas —especialmente mobiliario— en España durante el reinado de Isabel II (1833-1868). Sucedió al estilo fernandino y precedió al estilo alfonsino. No debe confundirse con el estilo gótico isabelino desarrollado durante el reinado de Isabel I de España (1474-1504), o el de la época isabelina del reinado de Isabel I de Inglaterra (1558-1603).

## Historia
El estilo isabelino se puede situar en el reinado de Isabel II, aunque en ocasiones se suele diferenciar el período de regencia de María Cristina (1833-1843), que se denomina estilo Reina Gobernadora, básicamente una continuación del estilo fernandino, con cierta influencia del estilo Troubadour francés. El isabelino propiamente dicho fue equivalente del estilo victoriano inglés y del Segundo Imperio francés.
Se dio principalmente en mobiliario, caracterizado por la comodidad y la ostentación, así como por la pobreza de técnicas y materiales. La ornamentación es recargada, con profusión de curvas de estilo rococó, combinadas con una cierta influencia neogótica que se denota en el uso de frondas y arquerías.
La primera fase fue el estilo Reina Gobernadora, inspirado en el estilo Imperio francés, caracterizado por muebles de caoba con chapeados decorados con motivos generalmente de palmas y, en menor medida, esfinges. Por lo general tiene una marquetería de metal y apliques de bronce con motivos como fajas, filetes, junquillos y medias cañas.
Una subfase dentro de la regencia de María Cristina es el llamado estilo romántico, que se da en los años 1830. Sin características definidas, presenta varias tendencias de escasa personalidad, marcadas por una cierta degeneración del estilo Imperio. Son muebles macizos, generalmente de estructura cúbica, con motivos ornamentales románticos, como góndolas, cisnes o dragones. Las patas delanteras suelen ser torneadas y las traseras curvadas hacia el exterior. Se emplean molduras gruesas terminadas en remates y zócalos. También se emplean motivos ornamentales de inspiración gótica.
El estilo propiamente isabelino es una adaptación de sus coetáneos europeos: los estilos Luis Felipe y Segundo Imperio franceses y el victoriano inglés, todos ellos de tendencia neorrococó. Se caracteriza por unas curvas muy acusadas, como las patas cabriolé o las cómodas de panza. Se emplean apliques de bronce y un tipo de marquetería de aspecto barroco, inspirado en ebanistas como André-Charles Boulle o Jean-Henri Riesener. Los materiales tienden al empobrecimiento: la caoba se sustituye por el pino chapeado de caoba o palo santo; los bronces cincelados son sustituidos por chapas de latón con relieves troquelados. Las tallas suelen ser bastas y descuidadas. La marquetería se realiza en boj y caoba, con ornamentación estilo Imperio. Se emplean molduras rizadas para encuadrar paneles y espejos, inspiradas en el mobiliario holandés del Renacimiento y Barroco. Los asientos suelen ser acolchados.